# Sebastian Bradatsch
Sebastian Bradatsch (* 8. Mai 1996 in Magdeburg) ist ein deutscher Skispringer.

## Werdegang
Bradatsch wurde in Magdeburg geboren und wuchs in Trusetal in Thüringen auf. Im Sommer 2013 wechselte er zum Skiinternat nach Oberstdorf.
Sein internationales Debüt gab er am 26. Februar 2011 bei einem Jugendspringen in Baiersbronn, bei dem er den 2. Platz belegte. Später startete er im FIS-Cup und im Alpencup.
2012 stellte Sebastian Bradatsch zwei Schanzenrekorde auf. Sowohl auf der Langewaldschanze in Schonach mit 106,5 Meter, als auch der HS 106 in Oberstdorf mit 106,5 Meter hält er den Rekord.
Im Februar 2013 erreichte er beim European Youth Olympic Festival auf der Trambulina Valea Cărbunării in Râșnov im Mannschaftsspringen Silber und im Mixed-Wettbewerb Gold.
Ende des Jahres 2013 startete Bradatsch als Teil der nationalen Gruppe in der Qualifikation zum Neujahrsspringen, allerdings erreichte er den Wettkampf nicht. Bei den Junioren-Weltmeisterschaften 2014 in Val di Fiemme verpasste er als Vierte im Einzelwettbewerb nur knapp eine Medaille. Im Team belegte er gemeinsam mit Paul Winter, Michael Herrmann und Dominik Mayländer Platz 5. Im Sommer 2014 sammelte der Thüringer beim Grand Prix in Almaty als 21. und 28. erste Punkte. 
Bei der Vierschanzentournee 2014/15 kam er in der nationalen Gruppe in Oberstdorf und Garmisch-Partenkirchen zum Einsatz.